# Directeur de production
Le directeur de production est un technicien salarié, délégué du producteur ou de la société de production, pour la préparation, le tournage et les finitions d'un film jusqu'à la copie standard. Dans le domaine du théâtre, un directeur de production occupe une tâche similaire : il supervise la production en menant à bien tout le processus de création d'un point de vue de l'organisation.

## Fonctions
Il dirige le travail de production dans la réalisation d'un long métrage ou d'un court métrage, d'une série télévisée, d'un téléfilm, d'une publicité, d'une émission télévisée, d'une captation de spectacle vivant, ou d'une création théâtrale selon les délais et les budgets établis. Pour cela, il définit les besoins en personnel artistique et technique, constitue l'équipe de production en collaboration avec le réalisateur et le producteur, négocie les rémunérations et les contrats de travail, gère le budget de production et veille à résoudre en cours de production tout problème relatif à l'organisation du travail et du personnel.
Il négocie également pour le producteur tous les moyens humains et matériels techniques en préproduction, en production et en postproduction.
Ses collaborateurs directs sont le régisseur général, l'administrateur de production, le secrétaire de production ainsi que l'assistant-réalisateur.
Depuis 1986, il existe une Association des directeurs de production (ADP) en France.
L'acception anglo-saxonne du directeur de production est line producer (aux États-Unis : production manager).